# Tokusō Sentai Dekaranger
Tokusō Sentai Dekaranger (jap. 特捜戦隊デカレンジャー Tokusō Sentai Dekarenjā; Specjalny Oddział Śledczy Dekaranger) – japoński serial z gatunku tokusatsu z roku 2004. Jest dwudziestym ósmym serialem z sagi Super Sentai stworzonym przez Toei Company. Był emitowany na kanale TV Asahi od 15 lutego 2004 do 6 lutego 2005, liczył 50 odcinków. Wyprodukowano także 3 filmy (w tym dwa „pojedynkowe”), jeden odcinek OVA, a także jeden specjalny film z okazji 10-lecia serii. Amerykańską adaptacją tego serialu jest Power Rangers SPD.
Każdy odcinek zaczyna się słowami narratora, które są skróconą wersją fabuły: „SPD – Specjalna Policja Dekaranger. Pięciu detektywów walczących cool przy płonących sercach. Ich misją jest walka z kosmicznymi przestępcami zagrażającymi Ziemi i ochrona ludzkich swobód i pokoju.” (jap. S.P.D. スペシャル・ポリス・デカレンジャー。燃えるハートでクールに戦う5人の刑事たち。彼らの任務は、地球に侵入した宇宙の犯罪者たちと戦い、人々の平和と安全を守ることである。 Esu Pī Dī. Supesharu Porisu Dekarenjā. Moeru hāto de kūru ni tatakau gonin no keiji-tachi. Karera no ninmu wa, chikyū ni shinnyū shita uchū no hanzaisha-tachi to tatakai, hitobito no heiwa to anzen o mamoru koto de aru.).

## Fabuła
Serial opowiada o przygodach ziemskiego oddziału Specjalnej Policji Dekaranger (SPD), międzygalaktycznej organizacji walczącej z przestępczością. W obecnych czasach dobrzy kosmici mogli się osiedlić na każdej planecie. Mimo to w kosmosie panoszą się także typy spod ciemnej gwiazdy, przestępcy zwani Alienizerami.
Akcja serialu zaczyna się, gdy młody (i kąpany w gorącej wodzie) kadet z Ziemi, Banban Akaza, zostaje przydzielony do ziemskiego oddziału SPD. Tymczasem zły kosmita Abrella dostarcza bronie Alienizerom, by podbić Ziemię. Misją Dekarangersów jest pokonanie Alienizerów i przywrócenie ładu i porządku na Ziemi.

## Ziemski oddział SPD
Praktycznie przez całą serię Dekarangersi zwracają się do siebie pseudonimami. W całej serii przedstawiono aż 9 wojowników (z tym że 7 pojawia się więcej niż w 2 odcinkach, dodatkowo jeden pojawił się w filmie, jednak jego transformacja nie przebiegła pomyślnie). Tetsu ponadto pojawia się w filmie Boukenger vs Super Sentai. Ośmiu Dekarangersów bierze udział w Wojnie Legend w Kaizoku Sentai Gokaiger. Ponadto wtedy czwórka z nich pojawia się w ludzkich postaciach: Ban i Jasmine raz w serialu, Umeko w filmie zaś Doggie i w serialu i w filmie. Cała drużyna wystąpiła ponownie w specjalnym epizodzie Dekaranger: 10 lat później.
- Banban Akaza (jap. 赤座 伴番 Akaza Banban) / Deka Czerwony (jap. デカレッド Deka Reddo; Deka Red) pseudonim Ban (jap. バン) – przywódca głównej piątki. Ban jest ekspertem w strzelaniu, opracował własną sztukę walki – Juu Kune Do (modelowanej na technice Jeet Kune Do), która opiera się na strzelaniu i akrobacjach. Maniak sprawiedliwości, czasem ta pasja przemienia się w ADHD. Jest najbardziej buntowniczym i nerwowym członkiem ziemskiego oddziału, ponadto zwykle krzyczy. Mimo to jest przyjacielski i godny zaufania. Jest potomkiem samuraja, który spotkał kosmitę Bettonina i nauczył go bushidō. Bliski kolega Tetsu, panuje między nimi relacja mistrz-uczeń, z tym że Ban jest mistrzem. W finale Ban wraz z Murphym przechodzą do Fire Squadu. Jest zakochany w policjantce z planety Leslie – Marie Gold. Jego numer to 1. Ban powraca do Ziemskiego Oddziału w filmie Magiranger vs Dekaranger i jest w nim podczas akcji Gokaiger, choć w specjalu 10 lat później jest członkiem Fire Squadu.
  - Broń: SP Odznaka, D-Magnum 1 i 2, Tryb SWAT, D-Rewolwer, Battlizer
  - Maszyny: Pat Striker, Pat Wing 1
- Hōji Tomasu (jap. 戸増 宝児 Tomasu Hōji) / Deka Niebieski (jap. デカブルー Deka Burū; Deka Blue) pseudonim Hoji (jap. ホージー Hōjī) – zastępca przywódcy, choć również czasem uznawany za przywódcę Dekarangersów z powodu swoich zdolności, doświadczenia i szalonego zachowania Bana. Hōji to najbardziej profesjonalny członek zespołu. Arogancki, nie przepada za Banem (Hōjiego denerwuje jak Ban mówi do niego per „Partnerze”). Nie pozwala, by jego uczucia wtrącały się w pracę. Był kandydatem do Tokkyō, ale ze względu na zabicie brata swojej dziewczyny odmówił noszenia złotej odznaki mimo jej otrzymania. Często wypowiada angielskie słowa np. „perfect” albo „super cool”. Jego numer to 2.
  - Broń: SP Odznaka, D-Shot (D-Rod + D-Knuckle), Tryb Swat, D-Rewolwer
  - Maszyny: Pat Gyrer, Pat Wing 2
- Sen’ichi Enari (jap. 江成 仙一 Enari Sen’ichi) / Deka Zielony (jap. デカグリーン Deka Gurīn; Deka Green) pseudonim Sen (jap. セン) – mózg zespołu, najlepiej myśli jak stoi na rękach (nazywa to Pozycją Myślącą). Pochodzi z biednej rodziny, ma 7 rodzeństwa. Zdecydował się wstąpić do policji, kiedy w dzieciństwie wpadł do studni i został z niej wyciągnięty przez pewnego policjanta. Sen ma klaustrofobię, z charakteru jest spokojny. Pod koniec serii zaczął chodzić z Umeko, jednak często zapomina o ich związku. Jego numer to 3.
  - Broń: SP Odznaka, D-Blaster (D-Rod + D-Knuckle), Tryb SWAT, D-Rewolwer
  - Maszyny: Pat Trailer, Pat Wing 3
- Marika Reimon (jap. 礼紋 茉莉花 Reimon Marika) / Deka Żółta (jap. デカイエロー Deka Ierō; Deka Yellow) pseudonim Jasmine (jap. ジャスミン Jasumin) – spokojna i miła dziewczyna, obdarzona nadludzką zdolnością postrzegania pozazmysłowego. Może wykorzystać swe moce poprzez dotknięcie dowolnego przedmiotu, jednak do pewnego czasu. Gdy tego nie robi zwykle nosi rękawiczki. Była poniżana przez swoje zdolności w szkole, zaś rodzice wyrzucili ją za to z domu. Jasmine przyłączyła się do SPD kiedy została ocalona przez Doggiego. Prawda ta wyjawiła się, kiedy Jasmine chroniła chłopca Hikaru Hiwatariego, który posiadał zdolność teleportowania się. Jest bliską przyjaciółką Umeko – razem z nią tworzy duet Twin Cam Angels. Prawdopodobnie podkochuje się w Tetsu. Umie rysować. Ma zwyczaj nazywania wrogów lub napotkane osoby na bazie jej skojarzeń, dodając na koniec sufiks -kun. Jej numer to 4. Kilka lat po akcji Gokaiger Jasmine odeszła z SPD i założyła rodzinę wraz z Hikaru, z którym ma dziecko, jednak ostatecznie wróciła w specjalu 10 lat później. Wyjawiła, że podczas karmienia syna piersią nabyła od niego moc teleportacji, którą dziecko odziedziczyło po ojcu.
  - Broń: SP Odznaka, D-Shot (D-Stick + D-Knuckle), Tryb SWAT, D-Rewolwer
  - Maszyny: Pat Armour, Pat Wing 4
- Koume Kodō (jap. 胡堂 小梅 Kodō Koume) / Deka Różowa (jap. デカピンク Deka Pinku; Deka Pink) pseudonim Umeko (jap. ウメコ) – obok Bana najbardziej żywiołowa i dziecinna osoba w drużynie. Umeko jest typową dziewczyną z miasta. Jest nieznośna, często się wkurza, ale ma dobre serce. Podkochuje się w Sen-chanie, często współpracują. Jej ulubionym zajęciem jest bardzo długie kąpanie się w wannie z 3 gumowymi kaczuszkami. Dołączyła do SPD także z powodu znalezienia sobie chłopaka. Uważa się za przywódczynię zespołu. Jeśli grupa jest w rozsypce, to głównie ona zbiera Dekarangersów w całość. Umeko jest bardzo niska – ma 150 cm wzrostu. W 5 odcinku Kruger kazał jej zaopiekować i oswoić mechanicznego psa zwanego Murphy. W 12 odcinku Umeko musiała niańczyć kosmicznego niemowlaka. Przyjaźni się z Jasmine, razem tworzą duet Twin Cam Angels. Jej numer to 5.
  - Broń: SP Odznaka, D-Shot (D-Stick + D-Knuckle), Tryb SWAT, D-Rewolwer
  - Maszyny: Pat Signer, Pat Wing 5
- Tekkan Aira (jap. 姶良 鉄幹 Aira Tekkan) / Deka Łamacz (jap. デカブレイク Deka Bureiku; Deka Break) pseudonim Tetsu (jap. テツ) – biały Dekaranger. Członek elitarnej jednostki SPD zwanej Tokkyō, także Ziemianin. Jedyny z drużyny który posiada złotą odznakę. Sierota, jego rodzice zostali zabici przez kosmitę Jeanio. Po tym wydarzeniu 5-letni Tekkan trafia pod opiekę Lisy Teagle, również oficera Tokkyō, która szkoli go na idealnego policjanta, tzn. bez pasji i uczuć, działającego tylko dla pozytywnego wyniku sprawy. Tetsu zachował resztkę człowieczeństwa. Pierwszy raz Tetsu pojawia się w odcinku 22, gdzie zostaje wysłany na Ziemię w celu pokonania Piekielnego Rodzeństwa, z którym ziemski oddział nie mógł dać sobie rady. Z początku był arogancki dla reszty zespołu, jednak z czasem staje się bardziej przyjazny. Często mówi „Nonsens!”. Między nim a Banem jest relacja mistrz-uczeń, z tym że Tetsu jest uczniem. Walczy za pomocą specjalnego stylu kenpo zwanego Seiken Accel Blow. Jego numer to 6, zapisane po rzymsku, czyli VI. Pojawia się także w filmie Boukenger vs Super Sentai, gdzie jest członkiem Drużyny Weteranów. Podczas akcji specjalu 10 lat później Tetsu zastępował Krugera jako szef Ziemskiego Oddziału SPD.
  - Broń: Bracethrottle
  - Maszyny: Deka Motor, Blast Buggy (tylko w filmie)
- Doggie Kruger (jap. ドギー・クルーガー Dogī Kurūgā) / Deka Mistrz (jap. デカマスター Deka Masutā; Deka Master) pseudonim Szef (jap. ボス Bosu; Boss) – czarny Dekaranger. Dowódca ziemskiego oddziału SPD. Jest to humanoidalny pies pochodzący z planety Anubis, która została zniszczona i które to zniszczenie przeżył jako jedyny. Zyskał przydomek „Pies strażniczy Piekła” (地獄の番犬 Jigoku no banken). Doggie szkolił się w walce mieczem i jest on jego główną bronią. Pierwszy raz przemienia się w Deka Mistrza w 13 odcinku (trudno jest powiedzieć, czy to Doggie czy Tetsu jest szóstym Dekarangersem). Boss ma ogromne poczucie honoru, dla bliskich i towarzyszy jest gotów ryzykować życiem. Dla Dekarangersów jest namiastką ojca. Czuje miłość do Swan, drażni go gdy słyszy, że ktoś inny się w niej podkochuje. Przyjaźnił się także z Miyuki Ozu- matką Magirangersów. Jego numerem jest 100. W 10 lat później Doggie został wrobiony w zabójstwo cywila, którego tak naprawdę dokonał nowy dowódca SPD Kight Reidlich, jednak dzięki planowi swoich podopiecznych zostaje uratowany. Pod koniec filmu wyjawia Swan swoje uczucia, które ta odwzajemniła.
  - Broń: SP Odznaka wersja Mistrza, D-Miecz Vega
  - Maszyny: Deka Baza
- Swan Shiratori (jap. 白鳥スワン Shiratori Suwan) / Deka Łabędź (jap. デカスワン Deka Suwan; Deka Swan) pseudonim Swan-san (jap. スワンさん Suwan-san) – pomarańczowy Dekaranger. Asystentka (i obiekt fascynacji) Krugera pochodząca z planety Cygnus, w połowie człowiek. Stworzyła praktycznie cały arsenał Dekarangersów z Ziemi. Intelektualistka i bardzo oddana osoba, do wszystkich swych dzieł podchodzi z sercem mając na uwagę ludzi, którzy będą używali jej urządzeń. Dla Dekarangersów jest namiastką matki. Swan pojawia się we wszystkich odcinkach, ale Deka Łabędziem stała się tylko w 36 i 50 odcinku (mimo to próbowała się przemienić w 49, ale nie udało jej się). Jej nazwisko można przeczytać także jako hakuchō (czyli łabędź). Przyjaźni się z Miyuki Ozu. Swan pojawia się też w filmie 10 lat później, gdzie wraz z podopiecznymi ratuje Doggiego, który pod koniec filmu wyjawia jej swe uczucia, które odwzajemniła.
- Murphy K-9 (jap. マーフィーK9 Māfī Kē Nain) – robopies, zadebiutował w 5 odcinku. Jest używany do poszukiwania przestępców i przedmiotów za pomocą zaawansowanego sensora węchu. Posiada sztuczną inteligencję i zachowuje się tak jak normalny pies – szczeka, sika płynem chłodniczym na nogi innych itd. Jest bardzo przywiązany do Umeko, a także lojalny dla pozostałych członków grupy. Może się zmienić w D-Bazookę za pomocą specjalnej kości.

### Inni wojownicy oraz pomocnicy
- Porupo (jap. ポルポ) – dawny instruktor Bana, otrzymał od dowództwa SPD rozkaz przydzielenia go do Ziemskiego Oddziału SPD, z czego się bardzo cieszył, ponieważ nie mógł więcej znieść wybryków swego szalonego podopiecznego.
- Numa-O (jap. ヌマ・O Numa Ō) – dowódca całego SPD, kosmita z planety Horus, przypomina humanoidalnego sokoła. Ma dobre stosunki z Krugerem i Swan.
- Marie Gold (jap. マリー・ゴールド Marī Gōrudo) / Deka Złota (jap. デカゴールド Deka Gōrudo) – policjantka z planety Leslie, znalazła się na Ziemi, kiedy ścigała czwórkę przestępców z planety Algol, który zdewastowali jej planetę i za pomocą specjalnego wirusa zmienili jej ludność w roboty. Podczas próby zatrzymania ich na swej planecie przemieniła się w Deka Złotego, jednak po dwóch sekundach została pokonana, a jej moce zniknęły. Umie śpiewać i posiada zdolność zatrzymywania czasu. Ban zakochał się w niej od pierwszego wejrzenia, co Marie odwzajemniła. Postanowiła dokonać wymiany z przestępcami dając im szczep wirusa w zamian za antidotum na niego, jednak została zatruta wirusem przez Vorugę. Ban postanowił uratować dziewczynę i zemścić się na przestępcach. Kiedy Dekarangersi pokonali Algolian, Marie całuje Bana i wraca na swą planetę. Chłopak od momentu jej spotkania trzyma jej zdjęcie i jak powiedział w filmie Magiranger vs Dekaranger ma zamiar się z nią ożenić. Pojawiła się tylko w filmie. Jej numerem jest 10 pisane po rzymsku – X.
- Bunter (jap. ブンター Buntā) – trener SPD, kosmita z planety Torto, przypomina czerwoną małpę. Nosi moro. Doggie wysłał do niego piątkę Dekarangersów, aby ten przeszkolił ich do używania trybu SWAT.
- Lisa Teagle (jap. リサ・ティーゲル Risa Tīgeru) / Deka Lśniąca (jap. デカブライト Deka Buraito; Deka Bright) – srebrna wojowniczka, liderka i trenerka Tokkyō. Pochodzi z planety Lumiere i ma stopień równy Doggiemu i Swan. Lisa przygarnęła Tetsu po śmierci jego rodziców i starała się zrobić z niego „perfekcyjnego policjanta” bez jakichkolwiek uczuć i pasji. Gdy przybyła na Ziemię chciała zabrać stamtąd Tetsu, jednak ten zdecydował się zostać. Przez swoje zachowanie wpadła w duże kłopoty, z których uratował ją Tetsu. Lisa zrozumiała swe błędy i pozwoliła chłopakowi zostać na Ziemi. Jej symbolem jest litera M, która w rzymskim systemie liczbowym oznacza 1000, albo rzymska siódemka – VII.
- Gyoku Rō (jap. ギョク・ロウ) – kosmita z planety Leon, przypomina humanoidalnego lwa. Należał do Ziemskiego Oddziału SPD zanim dołączyli do niego Umeko i Ban. Był kandydatem na Deka Czerwonego zanim stworzono Deka Kombinezony, jednak podczas ochrony Hojiego i Jasmine został postrzelony w nogę przez Terry-X’a i od tamtej pory porusza się o kulach. Gyoku Rō współpracował także z Senem, ale nie pamięta go za dobrze. Otrzymał od Numy polecenie utworzenia drużyny czerwonych wojowników o nazwie Fire Squad, do którego planuje zwerbować Bana i Murphy’ego. Dwójka dołącza do nowej ekipy w ostatnim odcinku, ale wraca na Ziemię w filmie Magiranger vs Dekaranger.

### Broń
- SP-Legitymacja (jap. SPライセンス Esu Pī Raisensu; SP-License) – legitymacja będąca modułem przemiany Dekarangersów. Dodatkowo posiada ona funkcje komunikatora, aparatu fotograficznego, przechowywania pamięci oraz sądzenia Alienizerów (czerwony „X”- Alienizer jest winny postawionych mu zarzutów i może zostać zniszczony, niebieskie „O”- podejrzany jest niewinny, lub jego przestępstwa są na tyle nieszkodliwe, że wystarczającą karą jest aresztowanie). SP-Legitymacje używane przez główną piątkę są czarno-białe. Kiedy Ban odszedł do Fire Squadu otrzymał nową SP-Legitymację w kolorze czerwonym, lecz powrócił do używania zwykłej, gdy wrócił na Ziemię. Dzięki niej uzyskał dostęp do przemiany Murphy’ego w Battlizera.
  - Legitymacja Mistrza (jap. マスターライセンス Masutā Raisensu; Master License) – legitymacja Doggiego Krugera, za pomocą której przemienia się w Deka Mistrza. Posiada identyczne funkcje jak normalna SP-Legitymacja, różni się tylko tym, że jest cała czarna.
  - Legitymacja Swan (jap. スワンライセンス Suwan Raisensu; Swan License) – legitymacja Swan Shiratori, za pomocą której przemienia się w Deka Łabędzia. Posiada identyczne funkcje jak wyżej wymienione wersje i różni się tylko tym, że jest w kolorze białym ze złotymi literami. Swan wspomniała kiedyś, że może przemienić się w Deka Łabędzia raz na 4 lata. Identyczny wygląd posiada legitymacja Marie Gold.
- SP-Shooter (jap. SPシューター Esu Pī Shūtā) – mały pistolet laserowy, używany przez wszystkich oficerów SPD, lecz jedynie w ich nieprzemienionej postaci.
- D-Magnumy (jap. Dマグナム Dī Magunamu) – podwójne pistolety używane przez Deka Czerwonego. Praworęczny D-Magnum 01 przypomina przód Patstrikera, zaś leworęczny D-Magnum 02 jego tył. Mogą się połączyć w Hybrid Magnuma (jap. ハイブリッドマグナム Haiburiddo Magunamu).
- D-Knuckle (jap. Dナックル Dī Nakkuru) – specjalne kastety używane przez pozostałą czwórkę. Łącząc go z pałkami mogą oni zmienić je w pistolet.
- D-Rod (jap. Dロッド Dī Roddo) – składane pałki policyjne używane przez Deka Niebieskiego i Deka Zielonego. Łącząc swojego D-Roda z D-Knuckle Deka Niebieski tworzy karabinek snajperski D-Sniper (jap. Dスナイパー Dī Sunaipā), zaś Deka Zielony pistolet laserowy D-Blaster (jap. Dブラスター Dī Burasutā) o mocy porównywalnej do D-Magnuma.
- D-Stick (jap. Dスティック Dī Sutikku) – składane pałki przypominające jitte, używane przez Deka Żółtego i Deka Różowego. Łącząc swoje D-Sticki z D-Knuckle’ami Deka Żółta i Deka Różowa tworzą pistolety laserowe zwane D-Shotami (jap. Dショット Dī Shotto; D-Shot), które różnią się jedynie kolorem.
- D-Bazooka (jap. Dバズーカ Dī Bazūka) – działo używane przez Dekarangersów do ostatecznej rozprawy z Alienizerami. Powstaje ono poprzez przemianę Murphy’ego K-9, który zamienia się w D-Bazookę za pomocą specjalnej kości.
- D-Miecz Wega (jap. Dソードベガ Dī Sōdo Bega; D-Sword Vega) – potężna szabla połączona ze strzelbą laserową będąca głównym orężem Deka Mistrza.
- Bracethrottle (jap. ブレスロットル Buresurottoru) – bransoletka będąca bronią i modułem przemiany Deka Łamacza, a także innych Tokkyō, u których jest ona odpowiednikiem SP-Legitymacji. Za pomocą wbudowanej w bransoletkę przypominającej ręczny gaz w motocyklu, Deka Łamacz jest w stanie wzmocnić swą lewą rękę by wykonać różnorakie ataki, a także miotać ogniem czy wodą. Bracethrottle posiada również komunikator oraz funkcję sądzenia Alienizerów.
- Tryb SWAT (jap. スワットモード Suwatto Mōdo) – specjalny tryb, który piątka Dekarangersów uzyskała w 33 odcinku po odbyciu treningu u Buntara. Składa się on ze specjalnej kamizelki, karabinu D-Revolver (jap. Dリボルバー Dī Riborubā), komunikatora nausznego oraz noktowizora i skanera termicznego. W tym trybie moc Dekarangersów podwaja się, stają się oni odporniejsi i zdolni do bardziej niebezpiecznych zadań. Za pomocą D-Revolvera mogą również kontrolować Deka Skrzydło Robota w trybie działa.

### Mecha
- Dekaranger Robot (jap. デカレンジャーロボ Dekarenjā Robo) – pierwszy robot Dekarangersów, powstały z połączenia pięciu Deka Maszyn. Jest uzbrojony w pistolet Signal Cannon, kajdanki oraz Miecz Sądu (ジャッジメントソード Jajjimento Sōdo, Judgement Sword). Został zniszczony w 49 odcinku, lecz później przeszedł odbudowę i pojawił się w filmie pojedynkowym z Magirangersami.
  - Patstriker (jap. パトストライカー Patosutoraikā) – maszyna Deka Czerwonego przypominająca sześciokołowy wóz policyjny. Formuje tors i głowę Dekaranger Robota. W Gokaiger występuje nieco inny Patstriker, który może połączyć się z Gokaiō w Deka Gokaiō.
  - Patgyrer (jap. パトジャイラー Patojairā) – maszyna Deka Niebieskiego przypominająca futurystyczny helikopter z dwoma śmigłami po bokach. Formuje lewą nogę i kajdanki Dekaranger Robota.
  - Patrailer (jap. パトレーラー Patorērā) – maszyna Deka Zielonego przypominająca ciężarówkę z przyczepą, w której znajduje się Signal Cannon. Formuje pistolet i prawą nogę Dekaranger Robota.
  - Patarmor (jap. パトアーマー Patoāmā) – maszyna Deka Żółtej przypominająca opancerzoną ciężarówkę wyposażoną w dwa potężne reflektory. Formuje fragment miecza i prawą rękę Dekaranger Robota.
  - Patsigner (jap. パトシグナー Patoshigunā) – maszyna Deka Różowej przypominająca samochód, który na górze posiada ogromny ekran służący do wyświetlania znaków służących do kierowania ruchem. Formuje lewą rękę Dekaranger Robota. W 16 odcinku pilotował go Deka Mistrz.
- Deka Motor Robot (jap. デカバイクロボ Deka Baiku Robo; Deka Bike Robo) – osobisty robot Deka Łamacza. Jest to maszyna, której drugą postacią jest Deka Motor (jap. デカバイク Deka Baiku; Deka Bike) – olbrzymi motocykl na którym może jeździć Dekaranger Robot. W skład jego uzbrojenia wchodzą dwa wysuwane z rękawów ostrza. Jest zdolny do połączenia z Dekaranger Robotem. Został zniszczony w ostatnim odcinku.
- Super Dekaranger Robot (jap. スーパーデカレンジャーロボ Sūpā Dekarenjā Robo) – połączenie Dekaranger Robota i Deka Motor Robota. Patstriker stanowi tors, Patgyrer i Patrailer odpowiednio lewą i prawą rękę, Patarmor i Patsigner odpowiednio prawy i lewy bark, zaś Deka Motor stanowi nogi, hełm, plecy, zbroję i pięści formacji. Pierwszy raz dwa roboty połączyły się w odcinku 26. Do walki używa swoich pięści.
- Deka Baza Robot (jap. デカベースロボ Deka Bēsu Robo; Deka Base Robo) – największy i najsilniejszy robot w serialu, powstaje z przekształcenia siedziby ziemskiego SPD – Deka Bazy (jap. デカベース Deka Bēsu; Deka Base), która po przekształceniu w tryb czołgu zwany Deka Baza Łazik (jap. デカベースクローラー Deka Bēsu Kurōrā; Deka Base Crawler) zmienia się w robota. Pilotowana jest przez Deka Mistrza oraz pozostałych Dekarangersów. Poprzez „połączenie”, a konkretniej zamknięcie w sobie części Dekaranger Robota lub Deka Skrzydło Robota, siła maszyny podwaja się. Do rozprawy z robotami kosmitów używa specjalnego działa świetlnego zwanego Volcanic Buster.
- Deka Skrzydło Robot (jap. デカウイングロボ Deka Uingu Robo; Deka Wing Robo) – drugi robot głównej piątki, powstały z połączenia pięciu maszyn-samolotów zwanych Pat Wingami. Dekarangersi mogą go użyć, kiedy przejdą w Tryb SWAT. Robot ma zdolność przemiany w Deka Skrzydło Działo (jap. デカウィングキャノン Deka Wingu Kyanon; Deka Wing Cannon). W ostatnich dwóch odcinkach robot był pilotowany przez Tetsu i został gruntownie uszkodzony. Deka Skrzydło Robot z różnych powodów jest podobny do robota z serii GoGoFive – Victory Marsa. Obydwie drużyny otrzymały te roboty w połowie serii, obydwa roboty posiadają podobny system łączenia, jak i mają dodatkową drugą formę.
  - Patwing 1 (jap. パトウイング1 Pato Uingu Wan) – samolot Deka Czerwonego formujący tors, uda i głowę robota.
  - Patwing 2 (jap. パトウイング2 Pato Uingu Tsū) – samolot Deka Niebieskiego formujący ręce robota.
  - Patwing 3 (jap. パトウイング3 Pato Uingu Surī) – samolot Deka Zielonego formujący nogi robota.
  - Patwing 4 (jap. パトウイング4 Pato Uingu Fō) – samolot Deka Żółtej formujący prawą stopę robota.
  - Patwing 5 (jap. パトウイング5 Pato Uingu Faibu) – samolot Deka Różowej formujący lewą stopę robota. W 39 odcinku pilotował go Deka Łamacz.
- Blast Buggy (jap. ブラストバギー Burasuto Bagī) – maszyna występująca tylko w filmie. Była pilotowana przez Tetsu, który zabrał ją z planety Lesile by pokonać Alkolianów. jest to olbrzymie buggy, które potrafi połączyć się z Dekaranger Robotem w Dekaranger Robota Full Blast Custom (jap. デカレンジャーロボ フルブラストカスタム Dekarenjā Robo Furu Burasuto Kasutamu). Wtedy stanowi działo i tarczę formacji.

## Alienizer
- Agent Abrella (エージェント・アブレラ Ējento Aburera)
- Anaroidy (アナロイド Anaroido)
- Batsuroidy (バツロイド Batsuroido)
- Igaroidy (イガロイド Igaroido)

## Odcinki
Wszystkie odcinki serialu noszą tytuły w języku angielskim.
1. Płomienny nowicjusz (ファイヤーボール・ニューカマー Faiyābōru Nyūkamā, Fireball Newcommer)
2. Zderzenie robotów (ロボ・インパクト Robo Inpakuto, Robo Impact)
3. Idealny Niebieski (パーフェクト・ブルー Pāfekuto Burū, Perfect Blue)
4. Cybernetyczne nurkowanie (サイバー・ダイブ Saibā Daibu, Cyber Dive)
5. Ziomek Murphy (バディ・マーフィー Badi Māfī, Buddy Murphy)
6. Zielona zagadka (グリーン・ミステリー Gurīn Misuterī, Green Mystery)
7. Cicha telepatia (サイレント・テレパシー Sairento Terepashī, Silent Telepathy)
8. Tęczowa wizja (レインボー・ビジョン Reinbō Bijon, Rainbow Vision)
9. Kłopotliwa zasadzka (ステイクアウト・トラブル Suteikuauto Toraburu, Stakeout Trouble)
10. Uwierz mi (トラスト・ミー Torasuto Mī, Trust Me)
11. Duma snajpera (プライド・スナイパー Puraido Sunaipā, Pride Sniper)
12. Syndrom niani (ベビーシッター・シンドローム Bebīshittā Shindorōmu, Babysitter Syndrome)
13. Walka psów w samo południe (ハイヌーン・ドッグファイト Hai Nūn Doggufaito, High Noon Dogfight)
14. Proszę, Szefie (プリーズ・ボス Purīzu Bosu, Please Boss)
15. Robodziewczyna (アンドロイド・ガール Andoroido Gāru, Android Girl)
16. Gigantyczny niszczyciel (ジャイアント・デストロイヤー Jaianto Desutoroiyā, Giant Destroyer)
17. Dwururkowe aniołki (ツインカム・エンジェル Tsuin Kamu Enjeru, Twin Cam Angels)
18. Na zachód, samuraju (サムライ・ゴーウエスト Samurai Gō Uesuto, Samurai Go West)
19. Fałszywy Niebieski (フェイク・ブルー Feiku Burū, Fake Blue)
20. Biegnący bohater (ランニング・ヒーロー Ranningu Hīrō, Running Hero)
21. Złe rodzeństwo (マッド・ブラザーズ Maddo Burazāzu, Mad Brothers)
22. Elita na pełnym gazie (フルスロットル・エリート Furu Surottoru Erīto, Full Throttle Elite)
23. Odważna emocja (ブレイブ・エモーション Bureibu Emōshon, Brave Emotion)
24. Słodka negocjatorka (キューティー・ネゴシエイター Kyūtī Negoshietā, Cutie Negotiator)
25. Świadek Babcia (ウィットネス・グランマ Wittonesu Guranma, Witness Grandma)
26. Zimna pasja (クール・パッション Kūru Passhon, Cool Passion)
27. Ekscentryczny więzień (ファンキー・プリズナー Fankī Purizunā, Funky Prisoner)
28. Alienizer powraca (アリエナイザー・リターンズ Arienaizā Ritānzu, Alienizer Returns)
29. Lustrzany mściciel (ミラー・リベンジャー Mirā Ribenjā, Mirror Revenger)
30. Ryzykowna dziewczyna (ギャル・ハザード Gyaru Hazādo, Gal Hazard)
31. Trening księżniczki (プリンセス・トレーニング Purinsesu Torēningu, Princess Training)
32. Dyscyplinarny marsz (ディシプリン・マーチ Dishipurin Māchi, Discipline March)
33. Tryb SWAT włączony (スワットモード・オン Suwatto Mōdo On, SWAT Mode On)
34. Gra ważniaków (セレブ・ゲーム Serebu Gēmu, Celeb Game)
35. Nierozwiązana sprawa (アンソルブド・ケース Ansorubudo Kēsu, Unsolved Case)
36. Matczyny wszechświat (マザー・ユニバース Mazā Yunibāsu, Mother Universe)
37. Odznaka twardziela (ハードボイルド・ライセンス Hādoboirudo Raisensu, Hardboiled License)
38. Pedałująca bomba (サイクリング・ボム Saikuringu Bomu, Cycling Bomb)
39. Świat żałoby (レクイエム・ワールド Rekuiemu Wārudo, Requiem World)
40. Edukacja złotej odznaki (ゴールドバッヂ・エデュケーション Gōrudo Baddji Edyukēshon, Gold Badge Education)
41. Pokój sztuczek (トリック・ルーム Torikku Rūmu, Trick Room)
42. Mowa czaszki (スカル・トーキング Sukaru Tōkingu, Skull Talking)
43. Meteorytowa katastrofa (メテオ・カタストロフ Meteo Katasutorofu, Meteor Catastrophe)
44. Zabójcza kampania (モータル・キャンペーン Mōtaru Kyanpēn, Mortal Campaign)
45. Przypadkowy prezent (アクシデンタル・プレゼント Akushidentaru Purezento, Accidental Present)
46. Zaręczynowa panika (プロポーズ・パニック Puropōzu Panikku, Propose Panic)
47. Dzikie serce, chłodne myślenie (ワイルドハート・クールブレイン Wairudo Hāto Kūru Burein, Wild Heart, Cool Brain)
48. Płomienne następstwo (ファイヤーボール・サクセション Faiyābōru Sakuseshon, Fireball Succesion)
49. Diabelska Deka Baza (デビルズ・デカベース Debiruzu Deka Bēsu, Devil’s Deka Base)
50. Dekarangersi na wieki (フォーエバー・デカレンジャー Fōebā Dekarenjā, Forever Dekaranger)

## Obsada
- Ryūji Sainei – Ban / Deka Czerwony
- Tsuyoshi Hayashi – Hoji / Deka Niebieski
- Yōsuke Itō – Sen-chan / Deka Zielony
- Ayumi Kinoshita – Jasmine / Deka Żółta
- Mika Kikuchi – Umeko / Deka Różowa
- Tomokazu Yoshida – Tetsu / Deka Łamacz
- Tetsu Inada – Doggie Kruger / Deka Mistrz (głos)
- Mako Ishino – Swan-san / Deka Łabędź
- Ryūsei Nakao – Agent Abrella (głos)
- Issei Futamata – Porupo (głos)
- Kazuhiko Kishino – Numa-O (głos)
- Chiharu Niiyama – Marie Gold / Deka Złota
- Naomi Kusumi – Bunter (głos)
- Mie Nanamori – Lisa Teagle / Deka Lśniąca
- Daisuke Namikawa – Gyoku Rō (głos)
- Nazuya Nagai:
  - Uniga (głos),
  - Igaroidy (głos)

### Aktorzy kostiumowi
- Hirofumi Fukuzawa:
  - Deka Czerwony,
  - Deka Baza Robot,
  - Gyoku Rō
- Yasuhiko Imai:
  - Deka Niebieski,
  - Deka Skrzydło Robot
- Kōji Mimura – Deka Zielony
- Keiko Hashimoto – Deka Żółta
- Motokuni Nakagawa:
  - Deka Żółta,
  - Deka Różowa
- Naoko Kamio – Deka Różowa
- Miho Kojima – Deka Różowa
- Eitoku – Deka Łamacz
- Hideaki Kusaka:
  - Doggie Kruger / Deka Mistrz,
  - Dekaranger Robot
- Yuki Ono – Deka Łabędź
- Yoshinori Okamoto – Agent Abrella
- Yūichi Hachisuka – Deka Lśniąca

Źródło:

## Muzyka
Opening
- „Tokusō Sentai Dekaranger” (jap. 特捜戦隊デカレンジャー Tokusō Sentai Dekarenjā)

Słowa: Yumi Yoshimoto
Kompozycja: Ayumi Miyazaki
Aranżacja: Sei’ichi Kyōda
Wykonanie: Psychic Lover
Ending
- „Midnight Dekaranger” (jap. ミッドナイト デカレンジャー Middonaito Dekarenjā)

Słowa: Shōko Fujibayashi
Kompozycja: Hideaki Takatori
Aranżacja: Kōichirō Kameyama
Wykonanie: Isao Sasaki
- „girls in trouble! DEKARANGER” (odc. 17, 24, 27, 31)

Słowa: Shōko Fujibayashi
Kompozycja: Yūmao
Aranżacja: Sachiko Nishihata
Wykonanie: Ayumi Kinoshita & Mika Kikuchi z Dekaren Boys
- „Tokusō Sentai Dekaranger” (jap. 特捜戦隊デカレンジャー Tokusō Sentai Dekarenjā) (odc. 50)

Słowa: Yumi Yoshimoto
Kompozycja: Ayumi Miyazaki
Aranżacja: Sei’ichi Kyōda
Wykonanie: Psychic Lover